# Nicolás Pereira
Pour les articles homonymes, voir Pereira.
Nicolas Pereira, né le 29 septembre 1970 à Salto en Uruguay, est un joueur de tennis professionnel vénézuélien.

## Carrière
Particulièrement prometteur, il remporte en 1988 le tournoi de Roland-Garros, Wimbledon et l'US Open contre respectivement Magnus Larsson, Guillaume Raoux et Niklas Kulti. Il devient champion du monde de l'ITF à l'issue de la saison. La même année chez les seniors, il se distingue en éliminant deux top 30 : Amos Mansdorf et Brad Gilbert. En 1989, il écarte Stefan Edberg, 3e mondial au premier tour du Queen's, puis Tim Mayotte, 10e.
Après plusieurs saisons à arpenter les tournois Challenger, sa victoire au tournoi de Bogota en 1994 lui permet de faire brièvement une apparition dans le top 100. En 1996, il élimine Boris Becker, 4e mondial, à Doha, puis Thomas Muster, no 1, au Masters de Miami. Ce succès le fait revenir dans les 100 premiers et lui permet d'atteindre le meilleur classement de sa carrière après un second titre acquis à Newport.
Il a remporté deux titres ATP en simple et trois en double. Sur le circuit Challenger, il s'est imposé à cinq reprises en simple (Lins et São Paulo en 1991, Guarujá en 1992, San Luis Potosí en 1994 et Rio de Janeiro en 1995) et sept en double.
Nicolás Pereira a joué pendant 10 ans avec l'équipe du Venezuela de Coupe Davis, essentiellement en deuxième division de la zone américaine. En 1995, l'équipe monte en première division et participe aux barrages du groupe mondial contre le Danemark. Il remporte un simple contre Frederik Fetterlein et le double avec Maurice Ruah.
Depuis l'arrêt de sa carrière, il travaille pour une société organisatrice de grands évènements et est également consultant à la télévision pour ESPN et beIN Sports.

## Palmarès

### Titres en simple messieurs
| No | Date       | Nom et lieu du tournoi                          | Catégorie    | Dotation  | Surface      | Finaliste      | Score         |  |
| -- | ---------- | ----------------------------------------------- | ------------ | --------- | ------------ | -------------- | ------------- |  |
| 1  | 12-09-1994 | Tournoi de tennis de Bogota, Bogota             | World Series | 288 750 $ | Terre (ext.) | Mauricio Hadad | 6-3, 3-6, 6-4 |  |
| 2  | 08-07-1996 | Miller Lite Hall of Fame Championships, Newport | World Series | 230 000 $ | Gazon (ext.) | Grant Stafford | 4-6, 6-4, 6-4 |  |

### Titres en double messieurs
| No | Date       | Nom et lieu du tournoi            | Catégorie    | Dotation  | Surface    | Partenaire     | Finalistes                     | Score         |  |
| -- | ---------- | --------------------------------- | ------------ | --------- | ---------- | -------------- | ------------------------------ | ------------- |  |
| 1  | 01-01-1990 | BP Nationals Wellington           | World Series | 125 000 $ | Dur (ext.) | Kelly Evernden | Sergio Casal Emilio Sánchez    | 6-4, 7-6      |  |
| 2  | 31-12-1990 | BP Nationals Wellington           | World Series | 150 000 $ | Dur (ext.) | Luiz Mattar    | John Letts Jaime Oncins        | 4-6, 7-6, 6-2 |  |
| 3  | 09-09-1996 | Cerveza Club Colombia Open Bogota | World Series | 303 000 $ | Dur (ext.) | David Rikl     | Pablo Campana Nicolás Lapentti | 6-3, 7-6      |  |

### Finales en double messieurs
| No | Date       | Nom et lieu du tournoi                      | Catégorie           | Dotation  | Surface         | Vainqueurs                       | Partenaire     | Score         |  |
| -- | ---------- | ------------------------------------------- | ------------------- | --------- | --------------- | -------------------------------- | -------------- | ------------- |  |
| 1  | 26-02-1990 | ABN World Tennis Tournament Rotterdam       | World Series        | 450 000 $ | Moquette (int.) | Leonardo Lavalle Jorge Lozano    | Diego Nargiso  | 6-3, 7-6      |  |
| 2  | 01-04-1991 | Prudential-Bache Securities Classic Orlando | World Series        | 225 000 $ | Dur (ext.)      | Luke Jensen Scott Melville       | Pete Sampras   | 6-7, 7-6, 6-3 |  |
| 3  | 14-08-1995 | Volvo International New Haven               | Championship Series | 915 000 $ | Dur (ext.)      | Rick Leach Scott Melville        | Leander Paes   | 6-3, 5-7, 6-4 |  |
| 4  | 04-03-1996 | Abierto Mexicano Telcel Mexico              | World Series        | 305 000 $ | Terre (ext.)    | Donald Johnson Francisco Montana | Emilio Sánchez | 6-2, 6-4      |  |

## Parcours dans les tournois duGrand Chelem

### En simple
| Année | Open d'Australie | Open d'Australie | Internationaux de France | Internationaux de France | Wimbledon       | Wimbledon   | US Open         | US Open    |
| ----- | ---------------- | ---------------- | ------------------------ | ------------------------ | --------------- | ----------- | --------------- | ---------- |
| 1989  | —                | —                | 2e tour (1/32)           | S. Edberg                | 1er tour (1/64) | I. Lendl    | 1er tour (1/64) | D. Visser  |
| 1990  | 2e tour (1/32)   | D. Goldie        | 2e tour (1/32)           | A. Volkov                | —               | —           | —               | —          |
| 1993  | 1er tour (1/64)  | M. Keil          | —                        | —                        | 1er tour (1/64) | D. Wheaton  | 2e tour (1/32)  | M. Chang   |
| 1994  | —                | —                | —                        | —                        | 2e tour (1/32)  | A. Agassi   | 1er tour (1/64) | C. Costa   |
| 1995  | 2e tour (1/32)   | M. Larsson       | —                        | —                        | 1er tour (1/64) | T. Martin   | 3e tour (1/16)  | D. Vacek   |
| 1996  | —                | —                | 1er tour (1/64)          | J. Novák                 | 2e tour (1/32)  | P. Haarhuis | 1er tour (1/64) | P. Boetsch |
| 1997  | 1er tour (1/64)  | T. Enqvist       | —                        | —                        | 1er tour (1/64) | D. Sapsford | —               | —          |

N.B. : à droite du résultat se trouve le nom de l'ultime adversaire.

### En double
| Année | Open d'Australie | Open d'Australie | Internationaux de France  | Internationaux de France     | Wimbledon                   | Wimbledon              | US Open                  | US Open             |
| ----- | ---------------- | ---------------- | ------------------------- | ---------------------------- | --------------------------- | ---------------------- | ------------------------ | ------------------- |
| 1989  | —                | —                | —                         | —                            | 1/8 de finale G. Ivanišević | D. Cahill M. Kratzmann | —                        | —                   |
| 1990  | —                | —                | 1/8 de finale S. Bruguera | J. Stoltenberg T. Woodbridge | —                           | —                      | —                        | —                   |
| 1996  | —                | —                | —                         | —                            | —                           | —                      | 1/8 de finale K. Nováček | G. Forget J. Hlasek |

N.B. : le nom du ou de la partenaire se trouve sous le résultat ; le nom des ultimes adversaires se trouve à droite.